# Nombre de condensation
Le nombre de condensation {\displaystyle Co} est un nombre sans dimension utilisé en transfert thermique. Il est utilisé pour caractériser les écoulements des vapeurs condensées,. Il existe deux versions de ce nombre.

## CoI
On le définit de la manière suivante :
{\displaystyle Co_{I}={\frac {h}{\lambda }}\left({\frac {{\mu }^{2}}{{\rho }^{2}\;g}}\right)^{\frac {1}{3}}}
avec :
- h - coefficient de transfert thermique
- λ - conductivité thermique
- μ - viscosité dynamique
- ρ - masse volumique
- g - accélération gravitationnelle

Ce nombre est également appelé coefficient de condensation dans un film. Il représente le rapport des forces visqueuses et des forces de gravité des condensats.

## CoII
On le définit de la manière suivante :
{\displaystyle Co_{II}={\frac {{L_{c}}^{3}\;{\rho }^{2}\;g\;{\Delta }_{\text{évap}}H}{\lambda \;\mu \;\Delta T}}}
avec :
- Lc - longueur caractéristique
- ρ - masse volumique
- g - accélération gravitationnelle
- ΔévapH - enthalpie d'évaporation
- λ - conductivité thermique
- μ - viscosité dynamique
- ΔT - différence de température à travers le film du liquide

Ce nombre est également appelé coefficient de condensation des vapeurs.